# 16 avril 1981
Le jeudi 16 avril 1981 est le 106e jour de l'année 1981.

## Naissances
- Andriy Berezovchuk, joueur de football ukrainien
- Béral Mbaïkoubou, homme politique tchadien
- Barret Ehgoetz, joueur canadien de hockey sur glace
- Fayçal Hebbaïche, joueur de football algérien
- Luke Thompson, joueur de rugby japonais
- Matthieu Proulx, joueur de football canadien
- Maya Dunietz, musicienne israélienne
- Nasief Morris, joueur de football sud-africain
- Nikola Milojević, footballeur serbe
- Olivier Pain, pilote français de rallye-raid et de motocross
- Olivier Sorin, footballeur français
- Rudi Coetzee, joueur de rugby sud-africain
- Russell Harvard, acteur américain

## Décès
- Effa Manley (née le 27 mars 1897), femme d'affaires, dirigeante de baseball, philanthrope et militante du mouvement afro-américain des droits civiques aux États-Unis
- Eric Hollies (né le 5 juin 1912), joueur de cricket international anglais
- Jean Albert-Sorel (né le 7 novembre 1902), personnalité politique française
- Renaud de la Frégeolière (né le 29 avril 1886), pilote militaire pendant la 1e guerre mondiale

## Événements
- Fin de la série télévisée Buck Rogers